# کنسرتی که اجرا نشد
کنسرتی که اجرا نشد مستندی ساخته بهمن فرمان‌آرا، فیلم‌ساز شناخته‌شده ایرانی است. این فیلم مستندی است درباره پرویز یاحقی از مشهورترین آهنگسازان و نوازندگان ایران که پس از انقلاب به علت شرایط حاکم بر موسیقی در ایران پس از انقلاب ۵۷ به انزوا رفت. پرویز یاحقی متولد سال ۱۳۱۴ بود. او از جوانی پای ثابت برنامه 'گل‌ها'ی رادیو بود. چند تن از خواننده‌های قبل از انقلاب مثل مهستی، حمیرا و مرضیه با ترانه‌های او معروف شدند و با صدای ویولون‌اش خیلی‌ها دل به موسیقی ایرانی بستند. او بعد از پیروزی انقلاب گوشه‌گیر شد، گرچه موسیقی‌اش هیچ وقت گوشه‌نشین نشد. پرویز یاحقی در بهمن ۱۳۸۵ درگذشت. فیلم نگاهی دارد به زندگی او از زبان خودش و دیگران از جمله احمدرضا احمدی، نواب صفا، بیژن ترقی در واپسین سال‌های عمرش و پس از درگذشت وی.